# Aerodin
Aerodin (iz grščine ἀήρ - aer (zrak) in δυναμική dinamiki (gibanje)) je zrakoplov težji od zraka. Vzgon se zagotavlja s premikanjem aeroprofilov (kril) skozi zrak - zato oznaka "din". Za vzgon je obvezno potreben relativni tok zraka na aeroprofil.
Druga kategorija so aerostati - zrakoplovi lažji od zraka. Za vzgon ni potrebno premikanje zato oznaka "stat".
Primeri aerodinov:
- Zrakoplov s fiksnimi krili: letalo, zmaj, padalo
- Rotorski zrakoplov: helikopter, žirodin, avtožiro (žirokopter), žirozmaj